# Slittino ai III Giochi olimpici giovanili invernali - Singolo maschile
Nello slittino ai III Giochi olimpici giovanili invernali di Losanna 2020 la gara del singolo maschile si è tenuta il 18 gennaio a Sankt Moritz, in Svizzera, sulla pista Olympia Bobrun St. Moritz–Celerina.
Hanno preso parte alla competizione 28 atleti (di cui uno non si è presentato alla partenza) in rappresentanza di 18 differenti nazioni. La medaglia d'oro è stata conquistata dal lettone Gints Bērziņš, davanti al russo Pavel Repilov, medaglia d'argento, e al tedesco Timon Grancagnolo, bronzo.

## Risultato
| Pos. | Pett. | Atlete               | Nazione              | 1ª manche | 2ª manche | Totale   | Distacco |
| ---- | ----- | -------------------- | -------------------- | --------- | --------- | -------- | -------- |
|      | 14    | Gints Bērziņš        | Lettonia             | 54"036    | 54"009    | 1'48"045 | –        |
|      | 5     | Pavel Repilov        | Russia               | 54"175    | 54"054    | 1'48"229 | +0"184   |
|      | 12    | Timon Grancagnolo    | Germania             | 54"403    | 54"433    | 1'48"836 | +0"791   |
| 4    | 7     | Pascal Niclas Kunze  | Germania             | 54"519    | 54"442    | 1'48"961 | +0"916   |
| 5    | 16    | Alex Gufler          | Italia               | 54"506    | 54"543    | 1'49"049 | +1"004   |
| 6    | 11    | Kaspars Rinks        | Lettonia             | 54"693    | 54"789    | 1'49"482 | +1"437   |
| 7    | 9     | Florian Tanzer       | Austria              | 54"593    | 54"957    | 1'49"550 | +1"505   |
| 8    | 10    | Noah Kallan          | Austria              | 54"736    | 54"910    | 1'49"646 | +1"601   |
| 9    | 2     | Matthew Greiner      | Stati Uniti          | 54"897    | 54"833    | 1'49"730 | +1"685   |
| 10   | 8     | Sergej Bondarev      | Russia               | 54"992    | 54"935    | 1'49"927 | +1"882   |
| 11   | 3     | Lasha Mtchedliani    | Georgia              | 55"365    | 55"126    | 1'50"491 | +2"446   |
| 12   | 27    | Marcin Kiełbasa      | Polonia              | 55"301    | 55"276    | 1'50"577 | +2"532   |
| 13   | 13    | Oleh-Roman Pylypiv   | Ucraina              | 55"446    | 55"293    | 1'50"739 | +2"694   |
| 14   | 20    | Bao Zhenyu           | Cina                 | 55"239    | 55"666    | 1'50"905 | +2"860   |
| 15   | 24    | Hunter Harris        | Stati Uniti          | 55"725    | 55"880    | 1'51"605 | +3"560   |
| 16   | 6     | David Lihoň          | Slovacchia           | 55"462    | 56"446    | 1'51"908 | +3"863   |
| 17   | 28    | Darius Lucian Serban | Romania              | 55"345    | 56"652    | 1'51"997 | +3"952   |
| 18   | 21    | Hunter Burke         | Nuova Zelanda        | 56"285    | 55"744    | 1'52"029 | +3"984   |
| 19   | 15    | Vratislav Varga      | Slovacchia           | 55"983    | 56"149    | 1'52"132 | +4"087   |
| 20   | 1     | Luka Mtchedliani     | Georgia              | 56"119    | 56"343    | 1'52"462 | +4"417   |
| 21   | 23    | Hamza Pleho          | Bosnia ed Erzegovina | 56"334    | 56"303    | 1'52"637 | +4"592   |
| 22   | 19    | Jakub Vepřovský      | Rep. Ceca            | 56"515    | 56"397    | 1'52"912 | +4"867   |
| 23   | 4     | Lukas Peccei         | Italia               | 55"636    | 57"404    | 1'53"040 | +4"995   |
| 24   | 22    | Yeh Meng-jhe         | Taipei cinese        | 56"615    | 56"516    | 1'53"131 | +5"086   |
| 25   | 26    | Yang Shih-hsun       | Taipei cinese        | 57"319    | 56"497    | 1'53"816 | +5"771   |
| 26   | 17    | Milen Milanov        | Bulgaria             | 57"018    | 57"509    | 1'54"527 | +6"482   |
| 27   | 25    | Marius Goncear       | Moldavia             | 57"783    | 56"860    | 1'54"643 | +6"598   |
| '    | 18    | Nedjalko Ivanov      | Bulgaria             | DNS       | -         | -        | -        |

Data: Sabato 18 gennaio 2020

Ora locale 1ª manche: 08:30

Ora locale 2ª manche: 09:45

Pista: Olympia Bobrun St. Moritz–Celerina

Legenda:
- Pos. = posizione
- Pett. = pettorale
- DNS = non partito
- in grassetto: miglior tempo di manche